# 平寇志
平寇志原名流寇志，是明末清初人彭孫貽的歷史著作，共12卷。該書為編年體史書，記載自崇禎元年（1628年）至順治十八年（1661年）的歷史。詳細記載崇禎年間的歷史。該書主要記載明末民變並分析李自成失敗的原因。作者在書中將明末農民軍稱為寇。康熙年間該書被逐步稱為平寇志。